# Храбовец на Лаборецу
Храбовец на Лаборецу (слч. Hrabovec nad Laborcom) насељено је мјесто са административним статусом сеоске општине (слч. obec) у округу Хумење, у Прешовском крају, Словачка Република.

## Становништво
| Година:    | 1994. | 2004.   | 2014.   | 2024.   |
| ---------- | ----- | ------- | ------- | ------- |
| Број људи: | 578   | 591     | 538     | 493     |
| Разлика:   |       | +2,24 % | -8,96 % | -8,36 % |

| Година:    | 2023. | 2024.  |
| ---------- | ----- | ------ |
| Број људи: | 500   | 493    |
| Разлика:   |       | -1,4 % |

Према подацима о броју становника из 2024. године насеље је имало 493 становника.